# Liste der Naturschutzgebiete im Landkreis Ebersberg
Im Landkreis Ebersberg gibt es zwei Naturschutzgebiete. Zusammen nehmen sie im Landkreis eine Fläche von etwa 78 Hektar ein. Das größte Naturschutzgebiet ist das 1973 eingerichtete Naturschutzgebiet Vogelfreistätte Egglburger See.
| Name                           | Bild | Kennung                   | Kreis                                                       | Einzelheiten                                                     | Position | Fläche Hektar | Datum |
| ------------------------------ | ---- | ------------------------- | ----------------------------------------------------------- | ---------------------------------------------------------------- | -------- | ------------- | ----- |
| Kupferbachtal bei Unterlaus    |      | NSG-00177.01 WDPA: 164300 | Landkreis München, Landkreis Ebersberg, Landkreis Rosenheim | LK München 18,48 ha, LK Ebersberg 2,87 ha, LK Rosenheim 24,12 ha | ⊙        | 45,47         | 1983  |
| Vogelfreistätte Egglburger See |      | NSG-00098.01 WDPA: 82790  | Landkreis Ebersberg                                         |                                                                  | ⊙        | 75,60         | 1973  |
| Legende für Naturschutzgebiet  |      |                           |                                                             |                                                                  |          |               |       |